# Піая ямайська

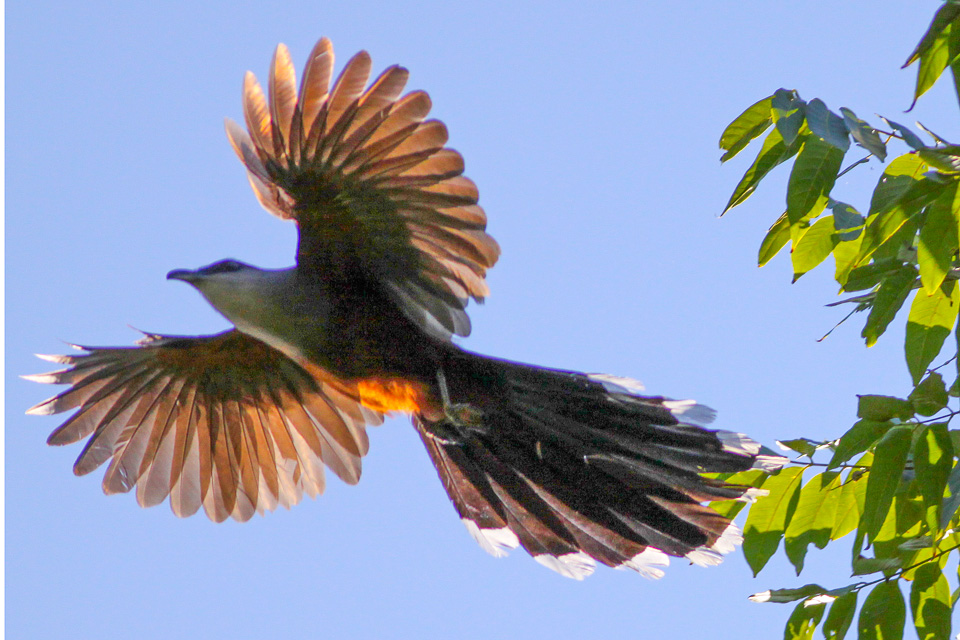
Ямайська піая в польоті

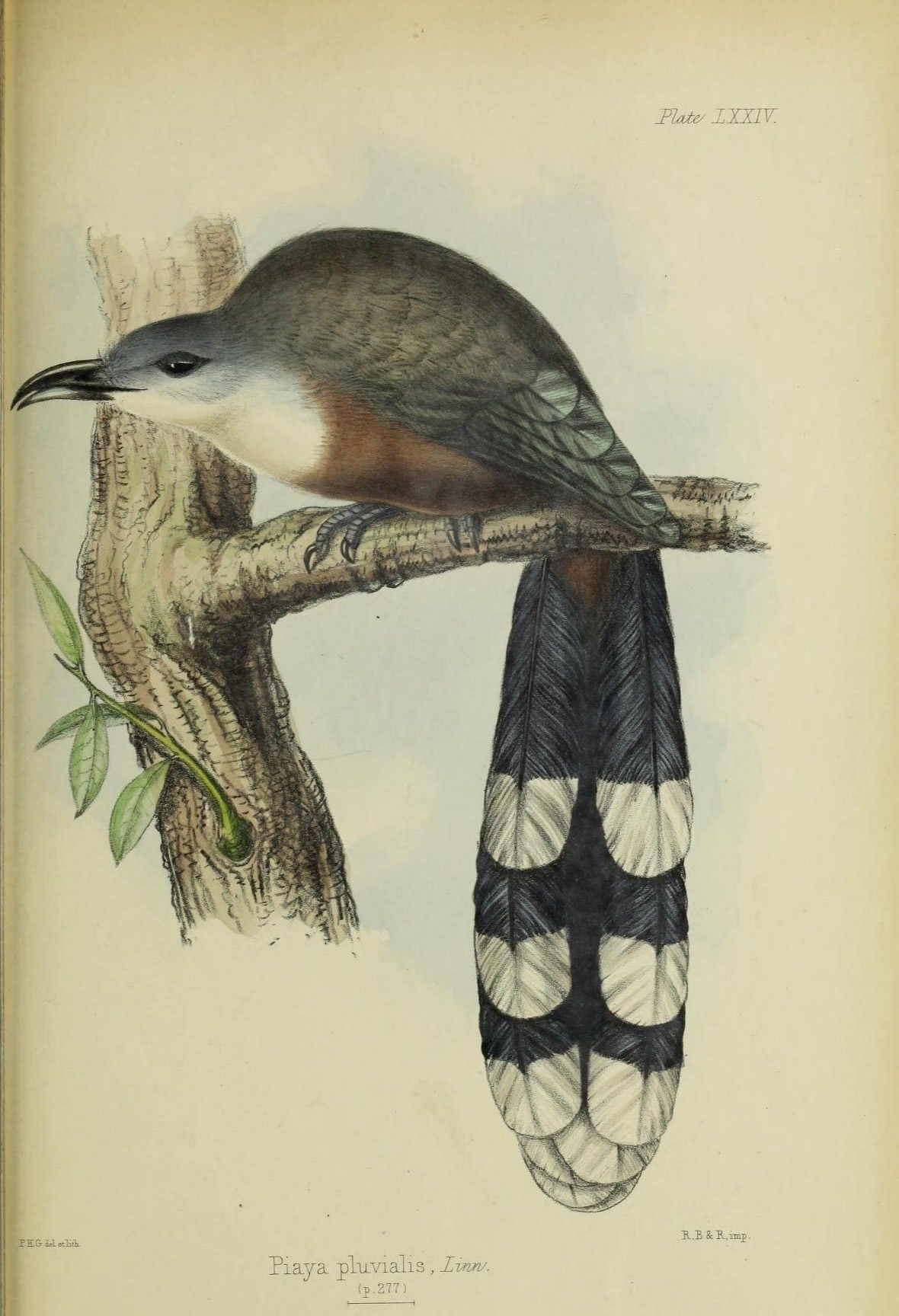
Ямайська піая

Піая ямайська (Coccyzus pluvialis) — вид зозулеподібних птахів родини зозулевих (Cuculidae). Ендемік Ямайки.

## Опис
Довжина птаха становить 48-56 г. Верхня частина тіла оливково-сіра або коричневева, на тімені темно-сіра пляма. Горло, шия і верхня частина грудей білуваті, решта нижньої частини тіла рудувата. Хвіст довгий, темно-сірий з пурпуровим відблиском, на кінці білий. Дзьоб вигнутий, чорнуватий, лапи сірі.

## Поширення і екологія
Ямайські піаї живуть у вологих рівнинних і гірських тропічних лісах та у високогірних чагарникових заростях. Зустрічаються на висоті до 1500 м над рівнем моря. Живляться переважно великими комахами. У кладці від 2 до 4 білуватих яєць.